# Adélaïde de Savoie
Ne doit pas être confondu avec Adélaïde de Savoie (1052-1079).
Titre
Reine des Francs
mars 1115 – 1er août 1137
(22 ans et 5 mois)
Adélaïde de Savoie, Alix ou Adélaïde de Maurienne, née vers 1100 et morte le 18 novembre 1154 à Montmartre, reine des Francs par son mariage en mars 1115 avec le roi des Francs Louis VI, est la fille du comte Humbert II et de Gisèle de Bourgogne, cette dernière étant la fille du comte Guillaume Ier de Bourgogne et la sœur du pape Calixte II.

## Biographie

### Origines
Adélaïde — que l'on trouve parfois sous la forme Alix, ou encore dite Adélaïde de Maurienne,, —, née vers 1092 (pour le site MedLands) ou encore 1100-1101 (Personnages illustres des Savoie, 2007), est la fille du comte en Maurienne Humbert II et de Gisèle de Bourgogne (1075- ap.1133), fille de Guillaume Ier le Grand dit « Tête-Hardie », comte de Bourgogne et de Mâcon,,. Son frère aîné, Amédée, succède à leur père. Sa sœur cadette Agnès (v.1105 † ap.1180) est mariée à Archambaud VII de Bourbon († 1171), sire de Bourbon.
Elle porte le prénom de son arrière-grand-mère Adélaïde de Suse.

### Mariages et descendance
Entre le 25 et le 30 mars 1115 (peut-être le 28 qui est un dimanche), selon le médiéviste Andrew W. Lewis, elle épouse, à Paris, en premières noces, le roi Louis VI le Gros, au passé mouvementé, mais qui à l'âge de 35 ans aspire à une vie calme.
Avec Adélaïde de Savoie, une branche des Bosonides se fond dans les Capétiens, c'est une femme réputée laide mais attentive et pieuse. Elle eut sept fils et deux filles :
- Philippe (1116-1131), à ne pas confondre avec son frère du même nom ;
- Louis VII le Jeune (1120-1180), roi de France ;
- Henri (1121/1123-1175), sans alliance ni postérité, évêque de Beauvais (1149-1161) puis archevêque-duc de Reims (1162-1175) ;
- Hugues (v. 1122, mort jeune) ;
- Robert (v. 1124/1126-1188), dit Robert le Grand, comte de Dreux (1137-1184) et du Perche, fondateur de la maison capétienne de Dreux ;
- Pierre (v. 1126- v. 1182), marié vers 1150 avec Élisabeth de Courtenay (v. 1135-1205), dame de Courtenay et fondateur de la maison capétienne de Courtenay ;
- Constance (v. 1128-1177), épouse (1) en 1140 Eustache IV (1127-1153), dit Eustache de Blois, comte de Boulogne - sans postérité connue - épouse (2) en 1154 Raymond V (1134-1194), comte de Toulouse ;
- Philippe (v. 1132/1133-1161)[9], à ne pas confondre avec son frère aîné, mort des suites d'une chute de cheval. Sans alliance ni postérité. Nommé évêque de Paris, il refusa le poste et resta archidiacre ;
- une fille morte jeune, inhumée à Saint-Victor de Paris.

Après la mort du roi en 1137, d'un excès de bonne chère, elle fait un second mariage en 1141 avec le connétable Mathieu Ier de Montmorency, dont elle eut une fille.
En 1153, avec la permission de son second époux, elle se retire à l'abbaye de Montmartre qu'elle avait fondée avec son fils le roi Louis VII, et y meurt le 18 novembre 1154. Son tombeau est en l'église Saint-Pierre-de-Montmartre.